# Euselates magna
Euselates magna är en skalbaggsart som beskrevs av Thomson 1880. Euselates magna ingår i släktet Euselates och familjen Cetoniidae. Inga underarter finns listade i Catalogue of Life.